# Клод Анрі де Сен-Сімон

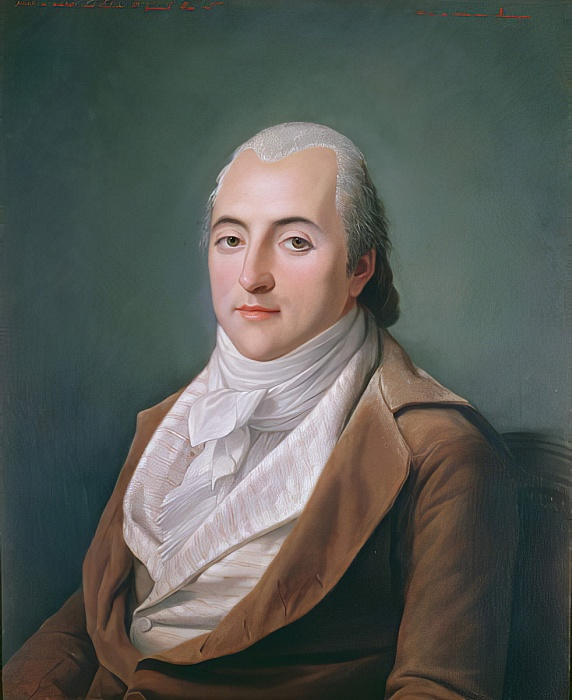
Сен-Сімон, 1848

Анрі́ де Сен-Сімо́н (повне ім'я: Клод Анрі де Рувруа, граф де Сен-Сімон, фр. Claude-Henri de Rouvroy, comte de Saint-Simon; 1760, Париж — 1825, Париж) — французький мислитель, соціолог, один із засновників утопічного соціалізму. Командував полком під час війни за незалежність у Північній Америці (1775–1783). Запропоновані Сен-Сімоном реформи суспільного життя мали мирний характер, що виключало будь-яке насильство. Він покладав надії на освіченого монарха (див. абсолютизм, просвітництво).

## Біографія
Народився в Парижі, у старовинній аристократичній сім'ї, яка вважала своїм родоначальником Карла Великого.  [Архівовано 6 листопада 2012 у Wayback Machine.] Його батько служив у польського короля на посаді начальника гвардійської бригади. Молодого графа виховували гувернери, домашні вчителі, серед яких був і знаменитий науковець енциклопедист Д'Аламбер. [Архівовано 6 червня 2012 у Wayback Machine.]
У 13 років Клод Анрі сказав своєму віруючому батькові, що не бажає говіти і причащатися, за що той замкнув його у в'язниці Сен-Лазар. Вельми рано ідея про славу як найбільш гідну спонукальну причину людських дій увійшла в його світогляд. Будучи ще юнаком, він наказав лакею будити себе не інакше, як наступними словами: «Вставайте, графе, на Вас чекають великі справи». [Архівовано 6 листопада 2012 у Wayback Machine.]
Брав участь у Війні за незалежність в Північній Америці (1775—1783 рр.). Під час Французької революції приєднувався до якобінців і розбагатів, наживаючись спекуляціями на націоналізованому майні загиблих при якобінському терорі громадян. Однак багатство не затрималося довго в його руках. У період Директорії (листопад 1795 — листопада 1799 р.) Сен-Сімон розтратив награбоване і вирішив зануритися у філософію.
Незадоволений результатами революції, Сен-Сімон замислив «виправити» її результати за допомогою наукової соціологічної системи, покликаної слугувати знаряддям створення раціонального суспільства.
Помер Сен-Сімон 19 травня 1825 року в Парижі.
Він справив великий вплив на передову суспільну думку і розвиток соціалістичних ідей у Франції, Німеччині, Італії, Росії та ряді інших країн. У Росії вплив ідей Сен-Сімона зазнали декабрист Лунін, критик Бєлінський, Герцен, Салтиков-Щедрін. Під сильним впливом ідей Сен-Сімона знаходився Огюст Конт. Вчення Сен-Сімона стало одним із джерел т. з. «наукового соціалізму».  [Архівовано 2 квітня 2014 у Wayback Machine.]

## Політико-правові погляди
Основою поглядів Сен-Сімона, зокрема на державу і право, є його концепція історичного прогресу. Він ділив історію християнства на чотири стадії:
1) з виникнення християнства — до V ст. н. е.;
2) V—XIII ст.;
3) з XIII до 1789 p.;
4) з 1789 р.
Французький соціаліст-утопіст. Разом з Фур'є та Оуеном його вважають одним із трьох батьків-засновників сучасного соціалізму. Народився в Парижі. У 17 років поступив на військову службу. У 19 добровольцем брав участь у боротьбі північно-американських колоній за незалежність. Після повернення до Франції займався самоосвітою. Як реформатор суспільства він висунув пропозиції, що їх спочатку навряд чи можна було відрізнити від ліберальних постулатів, однак від ортодоксального лібералізму він поступово перейшов до «індустріалізму» — теорії, яка включала багато соціалістичних елементів. Сен-Сімон був одним з перших мислителів, які визначили основні риси індустріального суспільства. У роботах «Про індустріальну систему», «Катехізис промисловців», «Нове християнство» він критикує лібералізм з його індивідуальною мораллю і прославляє колективістські суспільні тенденції. Головним чинником суспільного розвитку Сен-Сімон вважав класові конфлікти, але не вірив у те, що в його часи це спричиняється до жорстокої боротьби. Він не провіщав майбутнього безкласового суспільства, але припускав, що всі типи суспільства слід поділити на різні функціональні категорії. Ключовою суспільною метою має стати продуктивність праці, а політична влада, здійснювана кваліфікованими управлінцями, буде не що інше як прикладання науки до процесу виробництва. По смерті Сен-Сімона група його учнів заснувала школу сен-сімоністів, яка швидко виродилася у релігійну секту апологетів абсолютного колективізму.
Сен-Сімон пророкував корінні політичні зміни в сьогоденні, четвертому періоді розвитку. Основи майбутнього суспільного ладу будуть відповідати інтересам величезної більшості населення, де восторжествує принцип божественної моралі: «усі люди повинні вбачати одне в одному братів, вони повинні любити одне одного і допомагати одне одному».
А. де Сен-Сімон вважав, що суспільство розвивається поступово від однієї стадії до іншої. Теологічну і метафізичну стадії заступає позитивна («золотий вік»), яка робить усіх людей щасливими. На перших двох стадіях мають місце невдоволення й протиріччя між бідними та багатими, але прогрес знань і моральності сприяє розвиткові суспільства і створює передумови для настання позитивної стадії. Іншими чинниками, що сприяють прогресові суспільства, на думку А. де Сен-Сімона, є викуп земель у власників, скасування соціальних привілеїв, що передаються у спадок, відсторонення від влади феодалів (див. латифундизм) і представників середнього класу — юристів і військових та залучення до управління державними справами промисловців (див. менеджеризм), які, на його думку, можуть працювати в інтересах народу.
Введення нової, «позитивної стадії» історії, пояснював Сен-Сімон, не вимагає руйнування традиційних державно-правових форм. Зберігаються інститути монархії, уряду і представницьких установ. Але вся повнота світської влади зосереджується в парламентській Раді промисловців і вчених. Вона перетворить країну в єдину централізовано керовану промислову асоціацію. Вона буде жити відповідно до розумно розробленого плану гармонійного розвитку всіх класів суспільства. В асоціації вони складуть три великі класи: хлібороби, фабриканти і торговці.
Промисловці займуть «головне становище» в суспільстві. До них Сен-Сімон відносить хлібороба, коваля, слюсаря, столяра, фабриканта, купця, візника, матроса торгового флоту. Промисловець — «це людина, яка трудиться для виробництва чи для доставки різним членам суспільства одного чи кількох матеріальних засобів, що задовольнять їх потреби чи схильності». У промисловому суспільстві установлять тверду централізацію виробництва, дисципліну, захистять його від марних витрат енергії і матеріальних засобів, максимально підвищать ефективність праці. Тим самим відпаде необхідність в обтяжливих для суспільства різного роду політичних інститутах із усіма їх численними установами і посадами.
Політика та управління, писав Сен-Сімон, будуть зведені переважно до простого адміністрування: управління речами й виробничими процесами. Вони доставлять «людям найбільшу міру суспільної й індивідуальної свободи», які будуть жити відповідно до божественної моралі. Проповідь устрою такого християнського суспільства і склала зміст «нового християнства» — нової релігії Сен-Сімона і сен-сімоністів.
Найважливіша теза філософії історії у А. Сен-Сімона така: «Майбутнє складається із останніх членів ряду, в якому перші члени становлять минуле. Отже, вивчення розвитку людського розуму в минулому відкриє нам шлях, по якому він піде в майбутнє».
Вважав, фундаментом розвитку суспільства є певна система поглядів і переконань і сформулював відповідну закономірність: якщо пануючі в суспільстві погляди і переконання втрачають довіру і перестають цінуватися, то існуючий порядок руйнується. Стверджував, що до руйнування феодального ладу спричинила перемога ідей Просвітництва над теологією. Був переконаний, що тільки новий рівень ідей — «сучасні позитивні науки» — можуть створити надійний фундамент для постфеодального, індустріального порядку. Це станеться тоді, коли на зміну правлячим класам — землевласникам і духовенству — прийде клас учених, інженерів, художників, а також промисловців і підприємців.
Лише всесвітній розвиток промисловості на основі ефективного використання наукових принципів організації праці може позбавити трудящих від злигоднів і страждань, спричинених підневільним становищем і тяжкою фізичною працею. До таких принципів відносив запровадження обов'язкової для всіх продуктивної праці, забезпечення рівних можливостей для застосування своїх здібностей, створення планової організації виробництва.
Приватна власність не заважає розвиткові суспільства, оскільки держава досягне рівня централізованої керованої промислової асоціації, яка функціонує на підставі планів виробництва. Стабільності суспільства, на думку мислителя, повинна сприяти жорстка дисципліна окремих людей та соціальних груп. У цьому випадку відпаде необхідність у політичних інститутах, значних затратах суспільства на забезпечення свобод і права індивідів, тобто завдяки активній діяльності центральних органів держави й жорсткому адмініструванню буде забезпечено загальну та індивідуальну свободу.

## Основні праці
- «Листи женевського жителя до своїх сучасників» (1802)
- «Праця про всесвітнє тяжіння» (1813)
- «Погляд на власність і законодавство» (1818)
- «Парабола» (1819)
- «Про теорії суспільної організації» (1819)
- «Про промислову систему» (1821)
- «Катехізис промисловців» (1823)
- «Деякі філософські роздуми для застосування в XIX столітті» (1825 р.)
- «Про суспільні організації» (1825)
- «Нове християнство» (1825)